# Gwen John

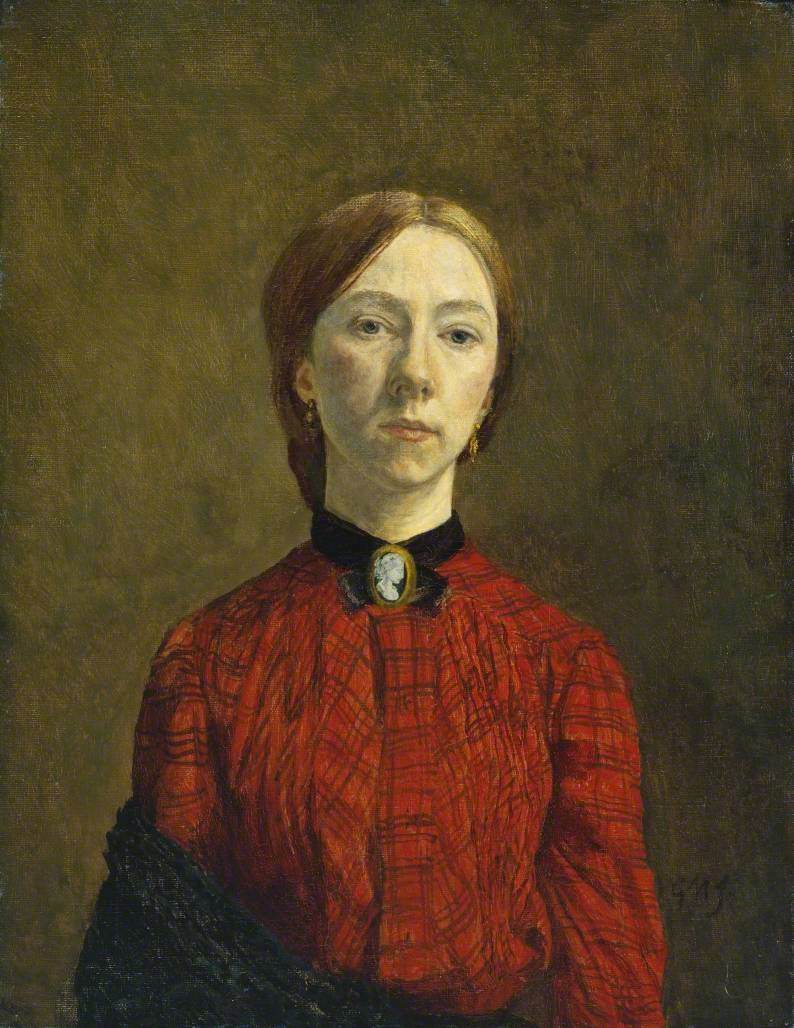
Selbstporträt, 1902, Tate Gallery, London

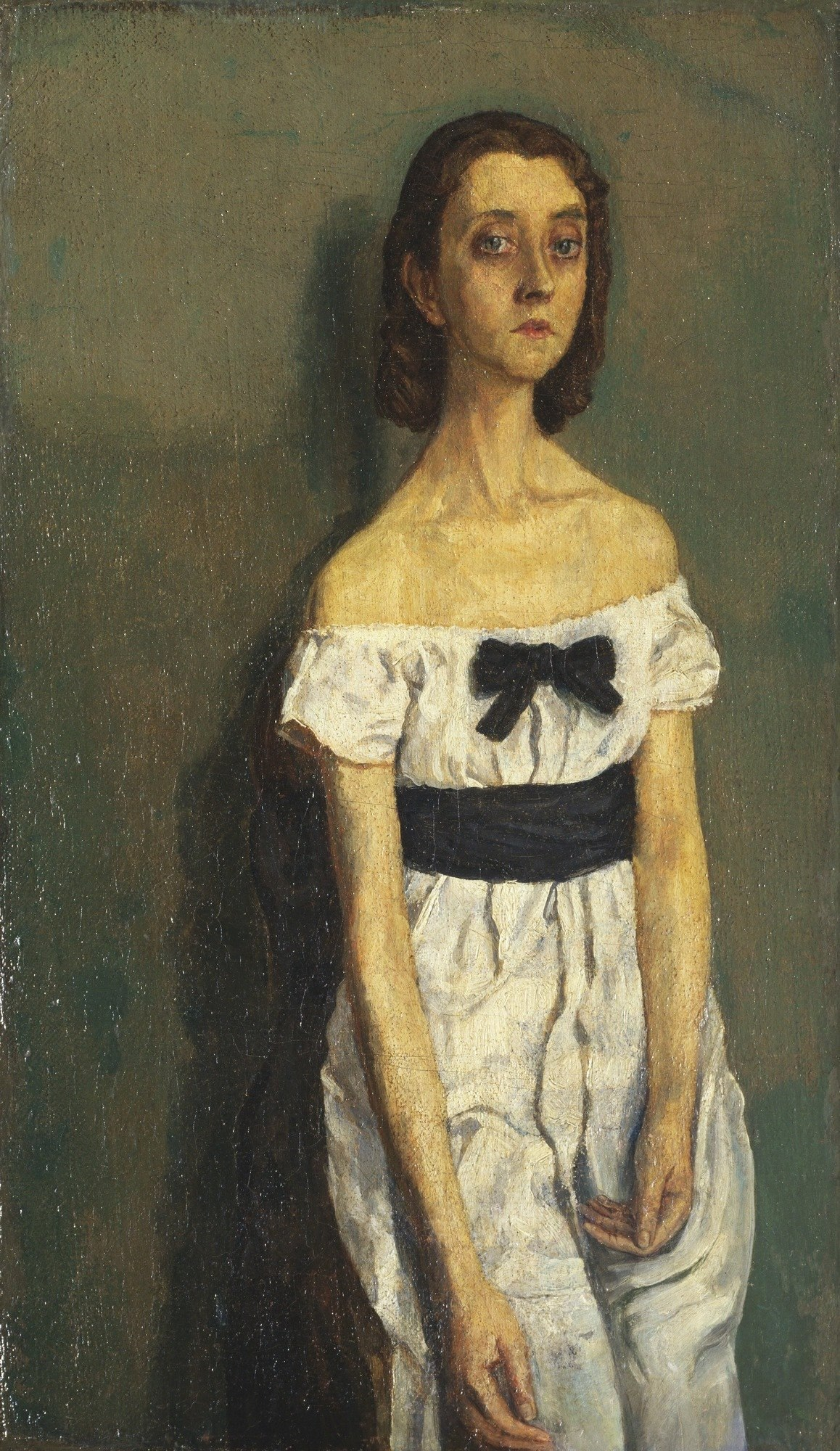
Girl with Bare Shoulders (Fenella Lovell), um 1910

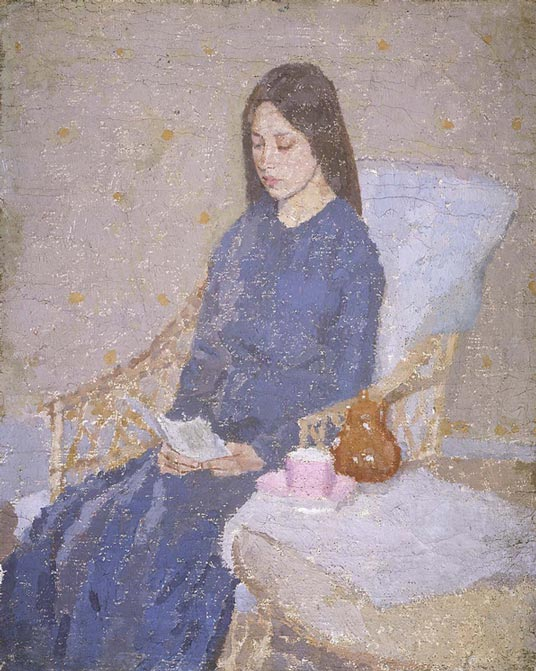
The Convalescent, 1923/24, The Fitzwilliam Museum, Cambridge

Gwendolen Mary John, genannt Gwen John (* 22. Juni 1876 in Haverfordwest; † 18. September 1939 in Dieppe) war eine walisische Malerin.

## Leben und Werk
Gwen John war die ältere Schwester des Malers Augustus John. 1895 studierte sie für drei Jahre an der Londoner Slade School of Art, anschließend folgten vier Monate Malstudien an James McNeill Whistlers Académie Carmen in Paris. 1899 kehrte sie nach London zurück, ließ sich jedoch ab 1904 endgültig in Frankreich nieder. Gwen stand unter anderem dem Bildhauer Auguste Rodin in Paris Modell, woraus eine Liebesbeziehung entstand. Ab 1911 lebte sie in Meudon, einem Vorort von Paris. 1913 trat sie zum katholischen Glauben über, der sie inspirierte: „My religion and my art, these are my life“ („Meine Religion und meine Kunst bestimmen mein Leben“). 
Ihr Werk umfasst hauptsächlich Porträts von jungen Frauen, darunter auch Nonnen. Zu Lebzeiten hatte sie nur im Jahr 1936 eine Ausstellung an den New Chenil Galleries in London und erreichte bis zu ihrem Lebensende wenig Bekanntheit. Ihr Bruder Augustus John hatte vorausgesagt, dass sie eines Tages als der bessere Maler von beiden anerkannt werden würde. Seit den 1960er Jahren erschienen mehrere Bücher über sie und Ausstellungen wurden veranstaltet. Ihre Werke sind im Sammlungsbestand so angesehener Museen wie der Tate Gallery in London und dem Metropolitan Museum of Art in New York.